# Artère thoraco-dorsale
L'artère thoraco-dorsale (ou branche descendante de l'artère sous-scapulaire ou branche inférieure de l'artère sous-scapulaire ou branche thoracique de l'artère sous-scapulaire) est une artère du thorax.

## Origine
L'artère thoraco-dorsale est une branche de l'artère subscapulaire.

## Trajet
Elle se dirige vers le bas sur le muscle dentelé antérieur accompagné du nerf thoraco-dorsal.
Elle irrigue le muscle dentelé antérieur et le muscle grand dorsal.
Elle s'anastomose avec les artères intercostales postérieures.